# Articolul Federalist Nr. 10
Articolul Federalist Nr. 10 este un eseu scris de James Madison, al zecelea din seria The Federalist Papers, o serie de eseuri inițiate de Alexander Hamilton, în care se pledează pentru ratificarea Constituției Statelor Unite. Publicat la 22 noiembrie 1787, sub semnătura „Publius”, Articolul Nr. 10 este printre cele mai apreciate dintre toate scrierile politice americane.
Eseul abordează problema modului în care pot fi reconciliați cetățenii ce au interese contrare drepturilor celorlalți, sau adverse intereselor comunității în ansamblu. Madison vedea aceste diviziuni ca fiind inevitabile din cauza naturii omului – adică, atâta timp cât oamenii au opinii diferite, au niveluri diferite de bogăție și dețin cantități diferite de proprietăți, ei vor continua să formeze alianțe cu oameni care sunt cel mai asemănători cu ei și uneori vor lucra împotriva interesului public și vor încălca drepturile altora. El se întreabă astfel ce fel de protecție ar putea exista față de aceste pericole. 
Articolul Federalist Nr. 10 continuă o temă începută în Articolul Federalist Nr. 9 și se intitulează „Utilitatea uniunii ca protecție împotriva diviziunii și insurecției interne”. Întreaga serie este citată de savanți și juriști ca o interpretare și o explicație autorizată a sensului Constituției. Istoricii precum Charles A. Beard⁠(d) susțin că Nr. 10 enunță o respingere explicită de către Părinții Fondatori a principiilor democrației directe și diviziunilor, și susțin că Madison sugerează că o republică reprezentativă este mai eficientă împotriva partizanatului și diviziunilor.
Madison își imagina Constituția federală ca fiind ceva ce oferă o „combinație fericită” între o republică și o democrație mai pură, una în care „interesele mari și agregate sunt lăsate la latitudinea legislaturilor națională, locale și particulare ale statului”, ceea ce rezultă fiind o structură guvernamentală descentralizată. În opinia sa, acest lucru ar face „mai dificil pentru candidații nedemni să practice artele vicioase prin care sunt organizate prea des alegerile”.

## Context

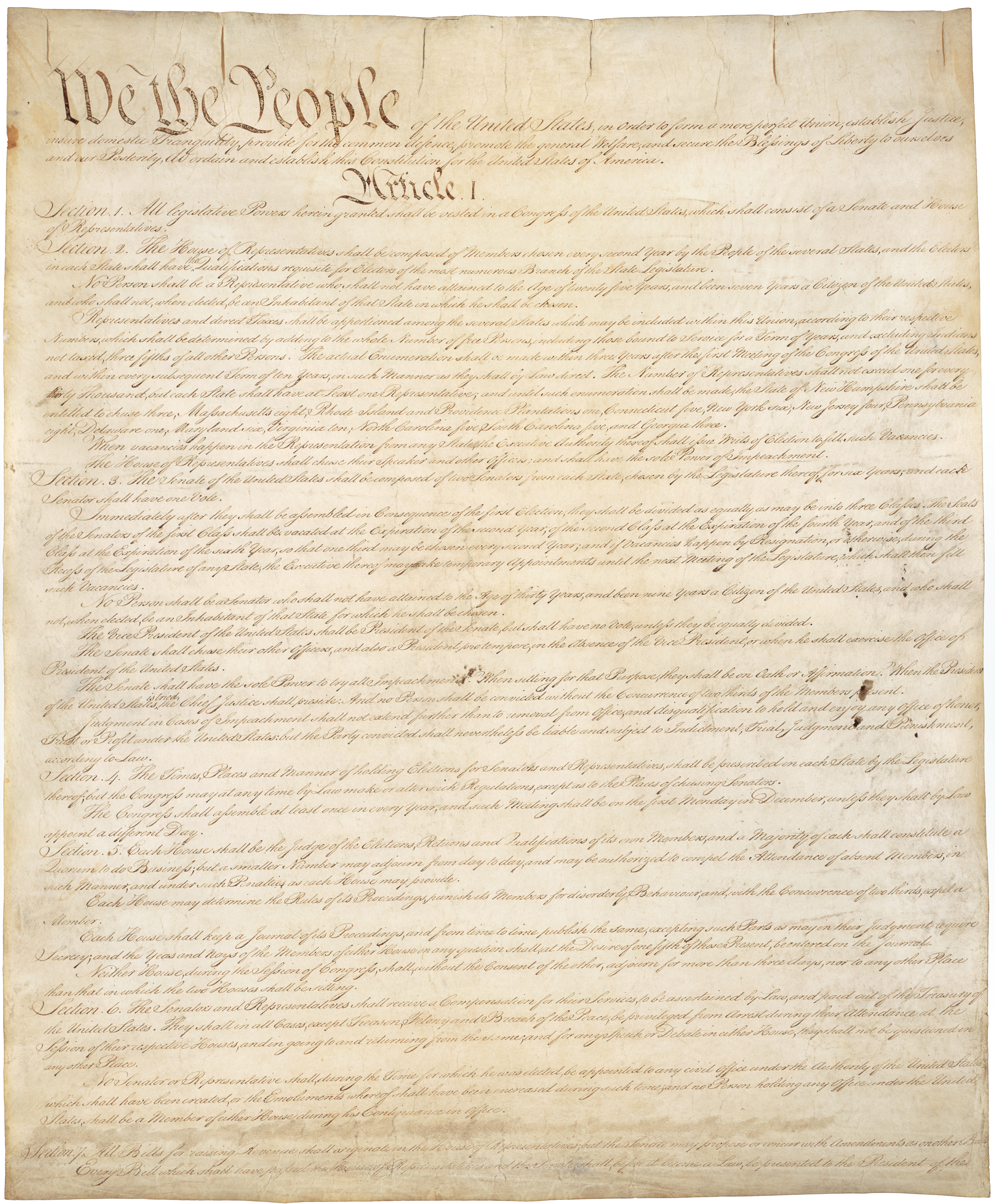
Preambulul Constituției SUA

Înainte de Constituție, cele treisprezece state erau legate între ele prin Articolele de Confederare. Ele constituiau, în esență, o alianță militară între națiuni suverane adoptată pentru a lupta mai bine în Războiul Revoluționar. Congresul nu avea puterea de a impune taxe și, în consecință, nu putea să plătească datoriile rezultate din Revoluție. Madison, George Washington, Benjamin Franklin și alții se temeau de o destrămare a uniunii și de falimentul național. Asemenea lui Washington, Madison simțea că revoluția nu a rezolvat problemele sociale care au declanșat-o, iar excesele atribuite regelui erau acum repetate de către legislativele statale. Din această perspectivă, Răscoala lui Shays⁠(d), o revoltă armată izbucnită în Massachusetts în 1786, a fost pur și simplu un exemplu, deși extrem, de „exces de democrație” de după război.
O convenție națională a fost convocată pentru luna mai 1787, pentru a revizui Articolele de Confederare. Madison credea că problema nu erau articolele în sine, ci mai degrabă legislativele statelor, și considera că nu repararea articolelor este soluția, ci înfrânarea exceselor statelor. Principalele întrebări înainte de convenție au devenit dacă statele ar trebui să rămână separate și suverane, sau dacă ar trebui să-și transfere integral suveranitatea către un guvern național; sau dacă ar trebui găsită o cale de mijloc între cele două. Până la jumătatea lunii iunie, era clar că convenția redacta un nou plan de guvernare în jurul acestor probleme – o constituție. Poziția naționalistă a lui Madison a mutat dezbaterea din ce în ce mai mult de la ideea suveranității pure a tuturor statelor către una de compromis. Într-o dezbatere din 26 iunie, el a spus că guvernul ar trebui să „protejeze minoritatea opulenților împotriva majorității” și că comunitățile democratice nerestricționate sunt supuse „turbulențelor și slăbiciunii pasiunilor nestăpânite”.

## Publicare
Ziua de 17 septembrie 1787 a marcat semnarea documentului final. Prin propriul articol șapte⁠(d), constituția elaborată prin convenție trebuia ratificată de cel puțin nouă din cele treisprezece state, prin convenții speciale ținute în fiecare stat. Autorii anti-federaliști⁠(d) au început să publice eseuri și scrisori în care argumentau împotriva ratificării, ca urmare, Alexander Hamilton i-a recrutat pe James Madison și John Jay să răspundă printr-o serie de scrisori pro-ratificare.
La fel ca majoritatea eseurilor federaliste și ca marea majoritate a Articolelor Federaliste, Articolul Nr. 10 a apărut pentru prima dată în ziare populare. A fost prima dată tipărită în Daily Advertiser sub pseudonimul adoptat de autorii federaliști, „Publius”; prin aceasta, el se distinge între eseurile lui Publius, deoarece aproape toate au apărut pentru prima dată într-unul din alte două ziare: Independent Journal și New-York Packet. Articolul Federalist Nr. 37⁠(d), scris tot de Madison, a fost singurul alt eseu care a apărut pentru prima dată în Advertiser.
Având în vedere importanța acordată ulterior eseului, acesta a fost retipărit doar la scară limitată. Pe 23 noiembrie, a apărut în Packet și a doua zi în Independent Journal. În afara New Yorkului, a avut patru apariții la începutul anului 1788: 2 ianuarie în Pennsylvania Gazette, 10 ianuarie în Hudson Valley Weekly, 15 ianuarie în Northern Centinel din Lansingburgh și 17 ianuarie în Albany Gazette. Deși acest număr de retipăriri era tipic pentru eseurile The Federalist, multe alte eseuri, atât federaliste, cât și anti-federaliste, au avut o distribuție mult mai largă.
La 1 ianuarie 1788, editura J. & A. McLean a anunțat că va publica primele 36 de eseuri într-un singur volum. Acest volum, intitulat The Federalist, a fost lansat pe 2 martie 1788. Ediția din 1802 a lui George Hopkins dezvăluia că autorii seriei erau Madison, Hamilton și Jay, două retipăriri ulterioare împărțind lucrarea după autor. În 1818, James Gideon a publicat o a treia ediție care conținea corecturi ale lui Madison, care până atunci își terminase cele două mandate ca președinte al Statelor Unite.
Ediția lui Henry B. Dawson din 1863 a căutat să colecteze articolele originale din ziare, deși nu a găsit întotdeauna primul exemplar. Articolul a fost mult retipărit, deși fără introducerea lui. Ediția din 1898 a lui Paul Leicester Ford includea un cuprins care rezuma eseurile, rezumatele fiind folosite din nou pentru a prefața eseurile respective. Prima dată de publicare și numele ziarului au fost înregistrate pentru fiecare eseu. Dintre edițiile moderne, ediția din 1961 a lui Jacob E. Cooke este considerată de referință și este cea mai folosită astăzi.

## Problema facțiunilor
Articolul Federalist Nr. 10 continuă discuția despre chestiunea abordată în Articolul Federalist Nr. 9⁠(d) al lui Hamilton. Hamilton a abordat acolo rolul distructiv pe care îl pot juca facțiunile⁠(d) în destrămarea republicii. Întrebarea la care răspunde Madison este, așadar, cum să elimini efectele negative ale diviziunilor ce se manifestă prin aceste facțiuni. Madison definește o facțiune ca fiind „un număr de cetățeni, fie că reprezintă o minoritate sau o majoritate a întregului, care sunt uniți și acționați de un impuls comun de pasiune sau de interes, adverse față de drepturile altor cetățeni sau față de interesele agregate și permanente ale comunității”. El identifică cea mai serioasă sursă de diviziuni ca fiind diversitatea de opinii din viața politică, atunci când ea duce la dispute cu privire la probleme fundamentale, cum ar fi ce regim sau religie ar trebui să fie preferată.
Madison susține că „cea mai comună și durabilă sursă de diviziuni era distribuția variată și inegală a proprietății”. El afirmă: „cei care dețin proprietăți și cei care sunt fără proprietate au format întotdeauna interese distincte în societate”. Oferind câteva exemple de interese distincte, Madison a identificat ca interese distincte cele ale proprietarilor de moșii, cele de producție, cele comerciale, cele financiare și „multe interese mai mici”. Madison insistă că toți aparțineau unor „clase diferite” care erau „acţionate de sentimente și viziuni diferite”. Astfel, susține Madison, aceste clase diferite ar fi predispuse să ia decizii în propriul interes și nu pentru binele public. O lege privind datoriile private, de exemplu, ar fi „o chestiune la care creditorii se poziționează de o parte, iar debitorii de cealalaltă parte”. La această întrebare, și la altele asemănătoare, Madison observă că, deși „justiția ar trebui să mențină echilibrul între ele”, părțile interesate ar ajunge la concluzii diferite, „ambele neținând cont de dreptate sau de binele public”.
La fel ca și antifederaliștii care i se opuneau, Madison era influențat substanțial de opera lui Montesquieu, deși Madison nu era de acord cu Montesquieu cu privire la chestiunea abordată în acest eseu. De asemenea, el s-a bazat foarte mult pe filozofii iluminismului scoțian⁠(d), în special pe David Hume, a cărui influență se manifestă mai ales în discuția lui Madison despre tipurile de facțiuni și în argumentul său pentru o republică extinsă.

## Argumentele lui Madison
Madison teoretizează mai întâi că există două modalități de a limita daunele cauzate de diviziuni: fie se înlătură cauzele diviziunilor, fie i se controlează efectele. El descrie apoi cele două metode de înlăturare a cauzelor diviziunii: prima ar fi distrugerea libertății, ceea ce ar funcționa, deoarece „libertatea este pentru diviziuni ca aerul pentru foc”, dar este imposibil de realizat deoarece libertatea este esențială pentru viața politică, la fel cum aerul este „esențial vieții animale”. La urma urmei, pentru aceasta au luptat americanii în timpul Revoluției Americane. A doua variantă ar fi crearea unei societati omogene în opinii și interese, ceea ce este nepractic. Diversitatea aptitudinilor oamenilor este ceea ce îi face să reușească mai mult sau mai puțin, iar inegalitatea de proprietate este un drept pe care guvernul ar trebui să-l protejeze. Madison subliniază în special că stratificarea economică va face ca aproape niciodată toată lumea să nu fie de aceeași părere. Madison concluzionează că daunele cauzate de diviziuni pot fi limitate doar prin controlul efectelor acesteia.
El susține mai apoi că singura problemă reală provine de la facțiunile majoritare, deoarece principiul suveranității populare ar trebui să împiedice facțiunile minoritare să câștige putere. Madison oferă două modalități de a ține sub control facțiunile majoritare: prevenirea „existenței aceleiași pasiuni sau aceluiași interes pentru o majoritate în același timp” sau împiedicarea unei facțiuni majoritare să acționeze. Madison concluzionează că o democrație mică nu poate evita pericolele facțiunii majoritare, deoarece dimensiunea redusă înseamnă că pasiunile nedorite se pot răspândi foarte ușor la o majoritate a oamenilor, care apoi își poate pune fără dificultate în aplicare voința prin guvernul democratic.
Madison afirmă: „cauzele latente ale diviziunii sunt astfel semănate în natura omului”, așa că leacul este controlul efectelor acestora. El susține poziția că acest lucru nu este posibil într-o democrație pură, ci doar într-o republică. Cu democrație pură, el înseamnă un sistem în care fiecare cetățean votează direct pentru legi (democrație directă), în schimb, într-o republică, el își imagina o societate în care cetățenii aleg un mic corp de reprezentanți care apoi votează legile (democrație reprezentativă). El indică faptul că vocea poporului pronunțată de un corp de reprezentanți este mai conformă cu interesul comunității, întrucât, din nou, deciziile oamenilor de rând sunt afectate de interesul lor propriu.
El aduce apoi un argument în favoarea unei republici mari împotriva unei republici mici pentru alegerea „personajelor potrivite” să reprezinte vocea publicului. Într-o republică mare, unde numărul alegătorilor și candidaților este mai mare, probabilitatea de a alege reprezentanți competenți este mai mare. Alegătorii au o opțiune mai largă. Într-o republică mică ar fi și mai ușor pentru candidați să păcălească alegătorii, dar mai greu într-una mare. Ultimul argument pe care Madison îl aduce în favoarea unei republici mari este că, întrucât, într-o republică mică, va exista o varietate mai redusă de interese și partide, se va găsi mai frecvent o majoritate. Numărul de participanți ai acelei majorități va fi mai mic și, întrucât locuiesc într-un teritoriu mai restrâns, le-ar fi mai ușor să se pună de acord și să conlucreze pentru realizarea ideilor lor. În timp ce într-o republică mare, varietatea intereselor va fi mai mare, astfel încât să fie mai dificilă găsirea unei majorități. Chiar dacă există o majoritate, le-ar fi mai greu să lucreze împreună din cauza numărului mare de oameni și a faptului că sunt răspândiți pe un teritoriu mai larg.
O republică, scrie Madison, este diferită de o democrație, deoarece guvernul ei este pus în mâinile delegaților și, ca urmare, poate fi extins pe o zonă mai mare. Ideea este că, într-o republică mare, vor exista mai multe „personaje potrivite” din care să se aleagă fiecare delegat. De asemenea, faptul că fiecare reprezentant este ales dintr-o circumscripție mai mare ar trebui să facă „artele vicioase” ale alegerilor (o referire la retorică) mai puțin eficiente. De exemplu, într-o republică mare, un delegat corupt ar trebui să mituiască mult mai mulți oameni pentru a câștiga alegerile decât într-o republică mică. De asemenea, într-o republică, delegații filtrează și rafinează numeroasele revendicări ale poporului pentru a preveni tipul de revendicări frivole care împotmolesc guvernele pur democratice.
Deși Madison susținea o republică mare și diversă, autorii Articolelor Federaliste recunoșteau necesitatea unui echilibru. Ei doreau o republică suficient de diversă pentru a preveni diviziunile, dar cu destule comunități pentru a menține coeziunea între state. În Articolul Federalist Nr. 2⁠(d), John Jay considera ca o binecuvântare faptul că America poseda „un popor unit — un popor ce se trage din aceiași strămoși, cu aceeași limbă, care practică aceeași religie”. Madison însuși abordează o limitare a concluziei sale că circumscripțiile mari vor oferi reprezentanți mai buni. El observa că, dacă circumscripțiile electorale sunt prea mari, reprezentanții vor fi „prea puțin familiarizați cu toate circumstanțele lor locale și cu interesele mai mici”. El spune că această problemă este parțial rezolvată de federalism. Indiferent cât de mari sunt circumscripțiile reprezentanților federali, de chestiunile locale se vor îngriji oficiali de stat și locali cu circumscripții în mod natural mai mici.

## Contraargumente contemporane
Antifederaliștii⁠(d) au contestat cu fermitate ideea că o republică cu interese divergente ar putea supraviețui. Autorul Cato⁠(d) (un alt pseudonim, cel mai probabil cel al lui George Clinton) sintetiza poziția antifederalistă în articolul Cato nr. 3:

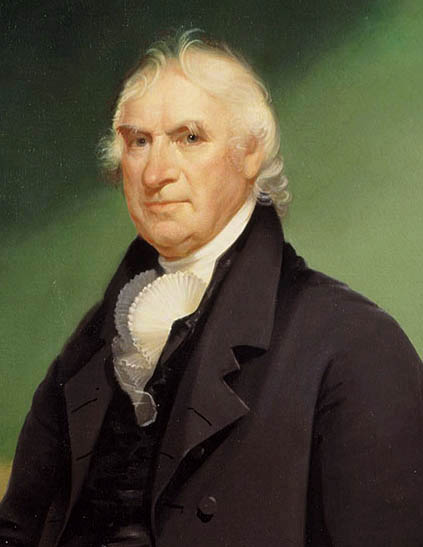
George Clinton, despre care se crede că este scriitorul antifederalist Cato

Oricine se gândește serios la întinderea imensă a teritoriului cuprins în granițele Statelor Unite, cu varietatea de climă, producție și comerț, diferența de întindere și de număr total de locuitori; neasemănarea intereselor, moravurilor și politicilor, în aproape fiecare dintre ele, va primi ca un adevăr intuitiv că o formă republicană consolidată de guvernare a lor nu poate niciodată să formeze o uniune perfectă, să înfăptuiască dreptatea, să asigure liniștea internă, să promoveze bunăstarea generală, și să asigure binecuvântările libertății pentru voi și posteritatea voastră, căci către aceste obiective trebuie ea îndreptată: de aceea acest legislativ neînrudit, compus din interese opuse și diferite în natura lor, va fi în exercitarea sa, în mod evident, ca o casă dezbinată în sine.
În general, poziția lor era că republici de dimensiunea statelor individuale ar putea supraviețui, dar că o republică de dimensiunea Uniunii va eșua. Un argument special în sprijinul acestei idei era că majoritatea statelor se concentrau pe o singură industrie — în general, comerțul și transportul maritim în statele nordice și plantațiile agricole în sud. Convingerea antifederaliștilor că diferența mare între interesele economice ale diferitelor state ar duce la controverse s-a adeverit în Războiul Civil American, pe care unii istorici îl atribuie acestei disparități. Madison însuși, într-o scrisoare către Thomas Jefferson, a remarcat că interesele economice diferite creează dispute, chiar și la momentul când Constituția era în curs de redactare. La convenție, el a identificat în special distincția dintre statele nordice și cele sudice ca o „linie de discriminare” care forma „adevărata diferență de interese”.
Discuția cu privire la dimensiunea ideală a republicii nu s-a limitat la opțiunile statelor individuale sau la uniunea cuprinzătoare. Într-o scrisoare către Richard Price⁠(d), Benjamin Rush⁠(d) menționa că „unii dintre oamenii noștri mai luminați care încep să-și dorească cu disperare o uniune mai completă a statelor în Congres au propus în secret o Confederație a Estului, Mijlocului și Sudului, care să fie unită printr-o alianță ofensivă și defensivă”.
În susținerea argumentelor, antifederaliștii au făcut apel atât la dovezi istorice, cât și teoretice. Pe partea teoretică, ei s-au sprijinit foarte mult pe opera lui Charles de Secondat, baronul de Montesquieu. Antifederaliștii Brutus⁠(d) și Cato l-au citat amândoi pe Montesquieu cu privire la problema mărimii ideale a unei republici, citând afirmația sa din Spiritul legilor⁠(d) conform căreia:
Este firesc ca o republică să aibă doar un teritoriu restrâns, altfel nu poate subzista mult timp. Într-o republică mare există oameni cu averi mari și, în consecință, de mai puțină moderație; există încrederi prea mari pentru a fi puse într-un singur astfel subiect; el ar avea un interes propriu; în curând ar începe să se gândească că poate fi fericit, mare și glorios, asuprindu-și concetățenii; și că poate să se ridice la măreție pe ruinele țării sale. Într-o republică mare, binele public este sacrificat pentru o mie de viziuni; este subordonat excepțiilor și depinde de accidente. Într-una mică, interesul publicului este mai ușor de perceput, mai bine înțeles și mai la îndemâna fiecărui cetățean; abuzurile sunt de o amploare mai mică și, desigur, sunt mai puțin protejate.
Grecia și Roma antice au fost privite ca republici model în toată această dezbatere, iar autorii de ambele părți și-au luat pseudonime romane. Brutus subliniază că statele grecești și romane erau mici, în timp ce Statele Unite erau vaste. El subliniază, de asemenea, că extinderea acestor republici a dus la o tranziție de la guvernare liberă la tiranie.

## Analize și reacții moderne
În primul secol al republicii americane, Articolul Nr. 10 nu era considerat printre cele mai importante din The Federalist. De exemplu, în Despre democrație în America⁠(d), Alexis de Tocqueville se referă explicit la peste cincizeci de eseuri, dar Nr. 10 nu se numără printre ele. Astăzi, însă, Nr. 10 este considerat o lucrare fundamentală a democrației americane. În „The People’s Vote”, un sondaj popular realizat de National Archives and Records Administration, National History Day⁠(d) și US News and World Report, Nr. 10 (împreună cu Articolul Federalist Nr. 51⁠(d), scris tot de Madison) a fost ales al 20-lea cel mai influent document din istoria Statelor Unite. David Epstein l-a descris în 1984 ca unul dintre cele mai apreciate dintre toate scrierile politice americane.
Istoricul Charles A. Beard⁠(d) identifica Articolul Federalist Nr. 10 drept unul dintre cele mai importante documente pentru înțelegerea Constituției. În cartea sa An Economic Interpretation of the Constitution of the United States⁠(d) (1913), Beard susținea că Madison a produs o explicație detaliată a factorilor economici care stăteau în spatele creării Constituției. La începutul studiului său, Beard scrie că Madison oferă „o declarație magistrală a teoriei determinismului economic în politică” (Beard 1913, p. 15). Mai târziu, în studiul său, Beard și-a repetat argumentul, punând mai mult accent pe el. „Cea mai filozofică examinare a fundamentelor științei politice este făcută de Madison în al zecelea număr”, scrie Beard. „Aici el stabilește, într-un limbaj nesigur, principiul că prima și elementara preocupare a fiecărui guvern este economică” (Beard 1913, p. 156).
Douglass Adair⁠(d) atribuie interesul crescut pentru al zecelea număr cărții lui Charles A. Beard⁠(d) , An Economic Interpretation of the Constitution⁠(d), publicată în 1913. Adair susține, de asemenea, că concentrarea selectivă a lui Beard asupra problemei luptei de clasă,  combinată cu progresismul său politic, au influențat studiile moderne asupra eseului. Potrivit lui Adair, Beard interpretează Numărul 10 ca o dovadă a credinței sale în „Constituție ca instrument de exploatare de clasă”. Propria opinie a lui Adair este că Articolul Federalist Nr. 10 ar trebui citit ca „teoria politică a secolului al XVIII-lea îndreptată către o problemă a secolului al XVIII-lea; și... una dintre marile realizări creative ale acelei mișcări intelectuale pe care epocile ulterioare au botezat-o «democrația Jeffersoniană»”.
Garry Wills⁠(d) este un cunoscut critic al argumentului lui Madison din Articolul Federalist Nr. 10. În cartea sa Explaining America, el adoptă poziția lui Robert Dahl⁠(d), argumentând că cadrul lui Madison nu sporește neapărat protecția minorităților și nu asigură binele comun. În schimb, Wills susține: „minoritățile pot folosi mecanismele guvernamentale dispersate și eșalonate pentru a înfunda, a întârzia, a încetini, a împiedica și a obstrucționa majoritatea. Dar aceste arme pentru tergiversare sunt date minorității, indiferent de caracterul ei facțios sau nefacțios; și pot fi folosite împotriva majorității, indiferent de caracterul facțios sau nefacțios al acesteia. Ceea ce Madison previne nu este facțiunea, ci acțiunea. Ceea ce protejează el nu este binele comun, ci întârzierea ca atare”.

## Aplicare
Articolul Federalist Nr. 10 este uneori citat ca arătând că Părinții Fondatori și autorii constituționali nu intenționau ca politica americană să fie partizană. De exemplu, judecătorul de la Curtea Supremă a SUA, John Paul Stevens,⁠(d) citează documentul pentru afirmația că „partidele s-au plasat în fruntea listei relelor pe care Constituția a fost concepută să le țină în frâu”. Judecătorul Byron White⁠(d) cita eseul în timp ce discuta o prevedere legală din California care interzicea candidaților să candideze ca independenți pe un termen de un an în urma unei afilieri partizane, spunând: „California crede, se pare, împreună cu Părinții Fondatori, că partidele divizate și facționalismul necontrolat pot aduce prejudicii semnificative structurii a guvernării”.
Argumentul lui Madison că restrângerea libertății pentru a limita facțiunile este o soluție inacceptabilă a fost folosit de oponenții limitărilor privind finanțarea campaniilor electorale. Judecătorul Clarence Thomas, de exemplu, a invocat Articolul Federalist Nr. 10 într-o opinie separată⁠(d) împotriva unei hotărâri care aplica limitările contribuțiilor financiare la campania electorală, scriind: „Formatorii au preferat un sistem politic care valorifica o astfel de facțiune în folosul binelui, păstrând libertatea, dar asigurând totodată o bună guvernare. În loc să adopte «tratamentul» represiv pentru diviziune pe care majoritatea de astăzi îl susține, autorii Constituției au înarmat cetățenii individuali cu un remediu.”